# Wiktorija Bobewa
Wiktorija Bobewa (bg. Виктория Бобева; ur. 20 marca 1995 roku) – bułgarska zapaśniczka walcząca w stylu wolnym. Dziesiąta na mistrzostwach świata w 2016 i 2018. Brązowa medalistka mistrzostw Europy w 2014. Trzecia na ME juniorów w 2015 roku.